# مهرداد تقی‌زاده
مهرداد تقی‌زاده (زاده ۱۳۳۶ تهران) سیاستمدار و مدیر اجرایی ایرانی است، که در دولت دوازدهم، به‌عنوان معاون وزیر راه و شهرسازی در امور حمل‌ونقل و عضو شورایعالی هواپیمایی کشوری فعالیت می‌كرد.
وی دانش‌آموخته کارشناسی مهندسی صنایع از دانشگاه صنعتی شریف است و فعالیت شغلی خود را از سال ۱۳۶۷ در شهرداری تهران آغاز کرد و بخش اعظم از سوابق خود را در آن سپری نمود و تاکنون در مناصبی چون معاونت حمل‌ونقل و ترافیک شهرداری تهران، معاونت راه‌آهن جمهوری اسلامی ایران (۵ سال) و مدیرعامل شرکت قطارهای مسافری رجاء (۳ سال) فعالیت نموده‌است.